# Marcia Gudereit
Marcia Gudereit, född den 8 september 1965 i Moose Jaw, Saskatchewan, är en kanadensisk curlingspelare.
Hon tog OS-guld i damernas curlingturnering i samband med de olympiska curlingtävlingarna 1998 i Nagano.